# Scleroprocta cinctifer
Scleroprocta cinctifer is een tweevleugelige uit de familie steltmuggen (Limoniidae). De soort komt voor in het Palearctisch gebied.